# Лум, Мамаду Ламен
Мамаду Ламен Лум (фр. Mamadou Lamine Loum; род. 3 февраля 1952, Госсас, Фатик, Сенегал) — сенегальский политик, юрист и государственный деятель. В 1998 году президент Сенегала Абду Диуф назначил Мамаду Ламен Лум премьер-министром страны, он занимал этот пост с 3 июля 1998 по 5 апреля 2000 года.

## Биография
Мамаду Ламен Лум родился 3 февраля 1952 года в городе Госсас в области Фатик. Он окончил юридический факультет Университета Шейха Анты Дьопа в Дакаре и Национальную школу администрации и правосудия (ENAM) по специальности публичное право.

## Трудовая деятельность
Трудовую деятельность Мамаду Ламен Лум начал в 1977 году в должности инспектора казначейства. В 1984 году был назначен главным казначеем Сенегала. В 1991 году занимает пост главы казначейства, на котором остаётся до 1993 года. Он смог договориться с Парижским клубом о реструктуризации государственного долга Сенегала.
С 2001 по 2003 год Мамаду Ламен Лум работал международным консультантом в Международной ассоциации развития, Международный совет МВФ и в программе развития ООН. В январе 2003 года он возглавил Комитет по гармонизации Союза Коморских Островов, возглавляемый Международной организацией франкоязычных стран.

## Политическая карьера
В 1993 году Мамаду Ламен Лум был назначен министром-делегатом комитета по бюджету при министерстве финансов Сенегала. В январе 1998 году был назначен министром финансов. 3 июля 1998 года президент Сенегала Абду Диуф назначил его премьер-министром страны вместо Хабиба Тиама. В 2000 году ушёл в отставку, после поражения на выборах Социалистической партии Сенегала. Вместо него был назначен Мустафа Ниассе.